# Mazaro
Il Màzaro è un fiume della Sicilia, in provincia di Trapani.
Lungo 30 km, nasce dalle fonti di Rapicaldo (nel territorio comunale di Salemi) e sfocia nel mar Mediterraneo,attraversando la città di Mazara del Vallo. Tra il VI e il IV a.C. alla sua foce sorse un importante emporio fenicio, di cui sono stati riportati alla luce gli antichi moli.
Caratteristica importante di tale fiume è il fatto che, in determinati periodi dell'anno, avviene un fenomeno chiamato marrobbio, che consiste in un rapido ed improvviso innalzamento del livello delle acque, con escursioni anche dell'ordine di un metro in pochi minuti.
La foce del fiume è utilizzata come porto-canale e vi è ormeggiata parte della flotta peschereccia di Mazara del Vallo.